# Jose Benito Pardo y Rodríguez
Jose Benito Pardo y Rodríguez (pazo de San Salvador, Balmonte, Castro de Rei, 1867 - 1939) fou un militar i polític espanyol, fill de José Benito Pardo i de María Rodríguez.
Estudià dret a la Universitat de Santiago de Compostel·la, on va fer amistat amb Carlos Pardo Pallín, Alejandro Pérez Lugín i Luis Recaséns Siches. Després va exercir com a advocat civilista a Lugo. Políticament, el 1908 fou president del comitè provincial del Partit Liberal, i president de la Diputació de Lugo el 1899, el 1917-1924 i el 1930-1931. Durant la Segona República Espanyola es va mantenir proper a la CEDA i va donar suport la candidatura del seu fill, José Benito Pardo y Pardo, a les eleccions generals espanyoles de 1936. Durant la guerra civil espanyola es va mantenir al marge, encara que sovint li demanaren consell jurídic. Va morir poc abans d'acabar la guerra.